# Winkelcentrum Diemerplein

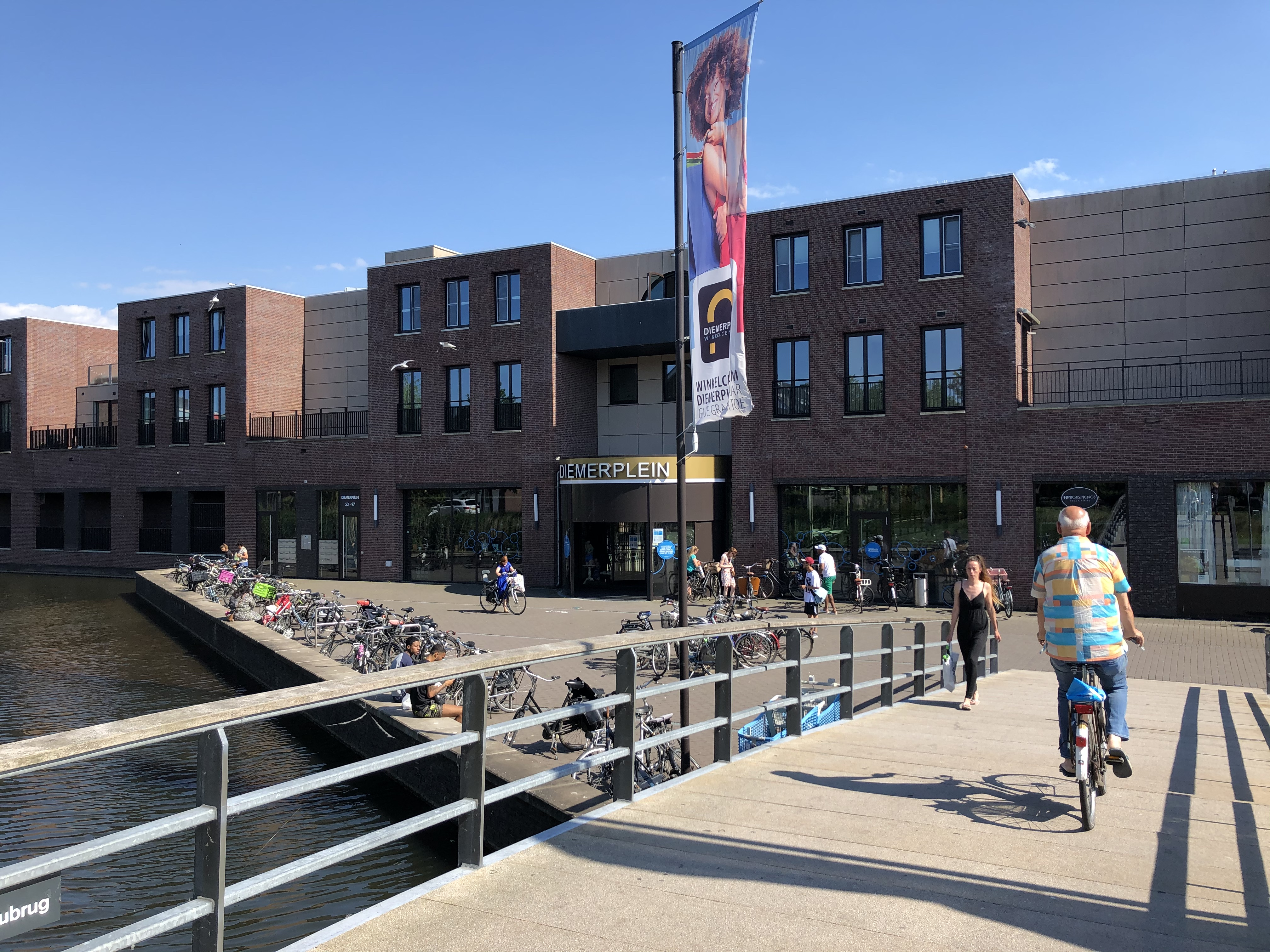
Het winkelcentrum gezien vanaf de ingang aan de Kerckerinckweg

Winkelcentrum Diemerplein is een winkelcentrum in het centrum van Diemen in de Nederlandse provincie Noord-Holland. Het winkelcentrum, gelegen op het gelijknamige plein, is tussen 1984 en 1991 gebouwd en in 1991 geopend. Er zijn in totaal 150 winkels die verspreid zijn over diverse passages.

## Geschiedenis
Op 19 mei 1991 ging Winkelcentrum Diemerplein open. Het winkelcentrum telde toen 36 winkels. In 2007 onderging het winkelcentrum een metamorfose waarbij er ruimte werd gemaakt voor een Albert Heijn XL-filiaal.
In 2013 en 2014 werd het winkelcentrum gerenoveerd. De passages werden gemoderniseerd en de AH XL verhuisde naar de kelder, waar Gall & Gall en BLOEM! ook zaten. In november 2014 ging het vernieuwde winkelcentrum open.